# في بيتنا رجل (مسلسل)
في بيتنا رجل مسلسل درامي مصري بطولة فاروق الفيشاوي - عزة بهاء - رشوان توفيق ،عن رواية إحسان عبد القدوس التي تحمل نفس العنوان.

## ملخص الأحداث
يحكي المسلسل عن مناضل مصري أبراهيم حمدي (فاروق الفيشاوي) قتل قريبه أثناء مظاهرة علي أيدي البوليس في الفترة ما قبل الثورة فيقرر الانتفام بقتل رئيس الوزراء الخائن الموالي للأنجليز ولكن يتم القبض عليه بعد قتل الوزير ويتم تعذيبه حتي يدخل أحد المستشفيات ولكنه يستغل فترة الأفطار في شهر رمضان ليقوم بالهرب لمنزل زميله الجامعي محيي زاهر (أحمد عبد العزيز) الذي ليس له نشاط سياسي فيعيش في منزلهم فترة مع أبيه زاهر (رشوان توفيق) وتقع نوال (عزة بهاء) أخت محيي في حبه ولكنه يقرر السفر خارج مصر للهروب ولكنه بعدما علم القبض علي محيي وأبن عمه عبد الحميد (طارق الدسوقي) فيقرر تدمير معسكر للأنجليز بالعباسية ولكنه يقتل أثناء تفجير المعسكر ثم يخرج محيي وعبد الحميد من السجن بعد أن يقرران مع نوال الانضمام للجماعة التي تقاوم الأنجليز مع زملاء أبراهيم حمدي

## الممثلين
| - فاروق الفيشاوي:إبراهيم حمدي - رشوان توفيق:الأب زاهر - زهرة العلا:أم محيي - دلال عبد العزيز:سامية - أحمد عبد العزيز:محيي زاهر - عزة بهاء:نوال - طارق الدسوقي:عبد الحميد - سعد أردش:أبو إبراهيم - هدى عيسى:أم إبراهيم - محمد وفيق:الظابط همام - نبيل الحلفاوي:الظابط الدباغ | - محمد ناجي:مخبر - محمود العراقي:مخبر - أحمد عمار:مخبر - كمال أبو رية:فتحي المليجي - مجدي صبحي:عبد الله السحرتي - فتوح أحمد:فهمي عبد العزيز - عادل أنور:محمود عرفة - هاني رمزي - أشرف فاروق - أيمن عبد الرحمن - سحر طلعت | - وفاء عامر - أحمد صادق - سحر عبد الله - صبحي خليل - ميرفت عبد العزيز - مجدي كامل - أسامة عرفة - عبد الوهاب خليل - فاروق قمر الدولة - أنور حسونة - فاروق يوسف | - سيد حاتم - محمد درديري - أنور رستم - محمد خليل - سيد القاضي - خليل مرسي - مصطفى حشيش - عادل برهام - أحمد خميس - عزت المشد | - جورج رزق الله - علي عبد الرحيم - توفيق الكردي - عباس منصور - أبو السعود عطية - صلاح خليفة - عبد الرحمن حامد - محب كاسر - سلوى محمد علي - إيمان مصطفى |